# Aéroport de Katowice-Pyrzowice
Pour les articles homonymes, voir KTW.
L'aéroport de Katowice-Pyrzowice (en polonais : Międzynarodowy Port Lotniczy Katowice) (code IATA : KTW • code OACI : EPKT) est situé à Pyrzowice, à 30 km au nord du centre de Katowice (Pologne).

## Situation
| \| 50 km1:3 411 000 \| Lublin Cracovie Gdańsk · Dantzig Łódź Olsztyn · Holsten Poznań · Posnanie Varsovie · Radom Rzeszów Szczecin · Stettin Varsovie · Modlin Wrocław · Vratislavie Katowice Zielona · Góra Varsovie · Chopin Bydgoszcz · Bromberg |
| 50 km1:3 411 000 |

## Incident
Le 27 octobre 2007, un Boeing 737-800 détaché par l'ONU a endommagé les abords de la piste et a détruit des douzaines de feux atterrissants, lorsqu'il tenta une approche basse. Aucun passager n'a été blessé, mais la piste est restée hors service pendant trois semaines.

## Statistiques
Le graphique qui aurait dû être présenté ici ne peut pas être affiché car il utilise l'ancienne extension Graph, désactivée pour des questions de sécurité. Des indications pour créer un nouveau graphique avec la nouvelle extension Chart sont disponibles ici.

Voir la requête brute et les sources sur Wikidata.

## Compagnies aériennes
| Compagnies           | Destinations |
| -------------------- | --- |
| Aegean Airlines      | En saison Charter: Kalamata |
| Bulgaria Air         | En saison charter: Bourgas |
| Buzz                 | En saison charter: - Corfou-I. Kapodístrias, - Héraklion-N. Kazantzákis, - Izmir-A. Menderes, - Céphalonie, - Kos, - La Canée I.-Daskaloyánnis, - Larnaca, - Prévéza-Aktion, - Rhodes-Diagoras, - Ténériffe-Sud Reine Sofia, - Tirana-Mère-Teresa, - Zante D.-Solomós |
| Corendon Airlines    | Antalya En saison: Héraklion-N. Kazantzákis, Rhodes-Diagoras |
| Electra Airways      | En saison charter : - Antalya, - Fuerteventura, - Hurghada, - Olbia-Costa Smeralda, - Palma de Majorque, - Zante D.-Solomós |
| Enter Air            | Antalya, Fuerteventura, Hurghada, Marsa Alam, Zante D.-Solomós En saison: Dubaï En saison charter: - Banjul, - Bodrum-Milas, - Bourgas, - Corfou-I. Kapodístrias, - Enfidha-Hammamet, - Madère-C. Ronaldo, - Gérone-Costa Brava, - La Canée I.-Daskaloyánnis, - Lanzarote-Arrecife, - Las Palmas/Gran Canaria, - Malaga-Costa del Sol, - Mombasa-Moi, - Paphos, - Rhodes-Diagoras, - Sal-A. Cabral, - Charm el-Cheikh, - Skiathos-A. Papadiamándis, - Ténériffe-Sud Reine Sofia, - Tirana-Mère-Teresa, - Varna Charter: Zanzibar |
| European Air charter | En saison Charter: Bourgas |
| Israir Airlines      | En saison charter : Tel Aviv - Ben Gourion |
| KLM                  | Amsterdam |
| LOT Polish Airlines  | Varsovie-Chopin En saison: - Barcelone-El Prat, - Bourgas, - Corfou-I. Kapodístrias, - Héraklion-N. Kazantzákis, - Kalamata, - Lamezia Terme, - Olbia-Costa Smeralda, - Palma de Majorque, - Podgorica, - Prévéza-Aktion, - Rhodes-Diagoras, - Sámos-Aristarque, - Varna En saison charter: - Antalya, - Bodrum-Milas, - Catane-Fontanarossa, - Gérone-Costa Brava, - Izmir-A. Menderes, - Céphalonie, - Malé Velana, - Mytilène-O. Elýtis, - Mostar, - Ohrid-Saint-Paul-l'Apôtre, - Podgorica, - Punta Cana, - Tirana-Mère-Teresa, - Tivat Charter: Bangkok-Suvarnabhumi, Cancún, Phuket, Puerto Plata - Gregorio Luperón, Varadero-J.-G.-Gómez |
| Lufthansa            | Francfort, Munich-F. J. Strauß |
| Pegasus Airlines     | En saison charter: Antalya, |
| Ryanair              | - Athènes E.-Venizélos, - Bergame-Orio al Serio, - Bologne-Borgo Panigale, - Catane-Fontanarossa , - Cologne/Bonn-K. Adenauer, - Dortmund , - Dublin, - Forlì, - Londres-Stansted, - Manchester , - Oslo-Gardermoen, - Paphos, - Venise - Marco Polo En saison : Alghero-Fertilia, Édimbourg, Pula, Trapani-V. Florio (Birgi), Varna |
| SmartWings           | En saison: - Catane-Fontanarossa, - Corfou-I. Kapodístrias, - Dubrovnik, - Faro, - Gérone-Costa Brava, - Kalamata, - La Canée I.-Daskaloyánnis, - Larnaca, - Podgorica, - Rhodes-Diagoras, - Split En saison charter: - Antalya, - Bourgas, - Héraklion-N. Kazantzákis, - Izmir-A. Menderes, - Kavala-Alexandre le Grand, - Kos, - La Canée I.-Daskaloyánnis, - Lanzarote-Arrecife, - Las Palmas/Gran Canaria, - Madère-C. Ronaldo, - Marsa Matruh, - Palerme Falcone-Borsellino, - Tirana-Mère-Teresa, - Zante D.-Solomós Charter: Hurghada |
| SunExpress           | Antalya En saison : Izmir-A. Menderes" |
| Turkish Airlines     | Istanbul |
| Wizz Air             | - Abou Dabi, - Athènes E.-Venizélos, - Barcelone-El Prat, - Bergame-Orio al Serio, - Bergen, - Bristol, - Catane-Fontanarossa, - Dortmund, - Eindhoven, - Koutaïssi-David-IV, - Larnaca, - Leeds-Bradford, - Liverpool-J.-Lennon, - Londres-Luton, - Madère-C. Ronaldo, - Malmö, - Malte, - Naples-Capodichino, - Reykjavik-Keflavík, - Rome Léonard-de-Vinci/Fiumicino, - Sandefjord-Torp, - Tel Aviv - Ben Gourion, - Ténériffe-Sud Reine Sofia En saison : - Bourgas, - Castellón-Costa Azahar, - Corfou-I. Kapodístrias, - Fuerteventura, - Ibiza, - Malaga-Costa del Sol, - Palma de Majorque, - Podgorica, - Split, - Tirana-Mère-Teresa   |

Édité le 05/10/2019  Actualisé le 11/12/2022

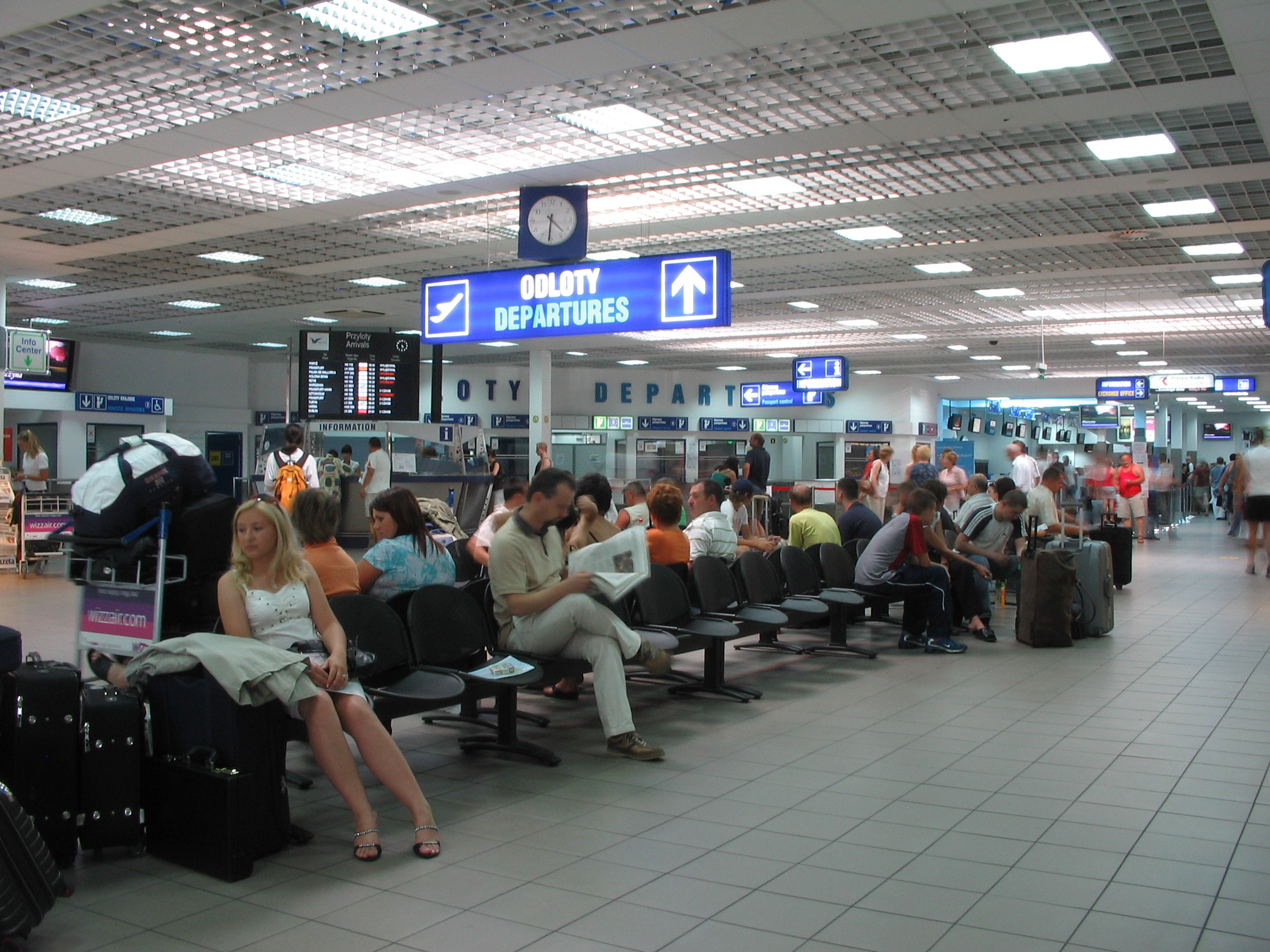
Terminal A.

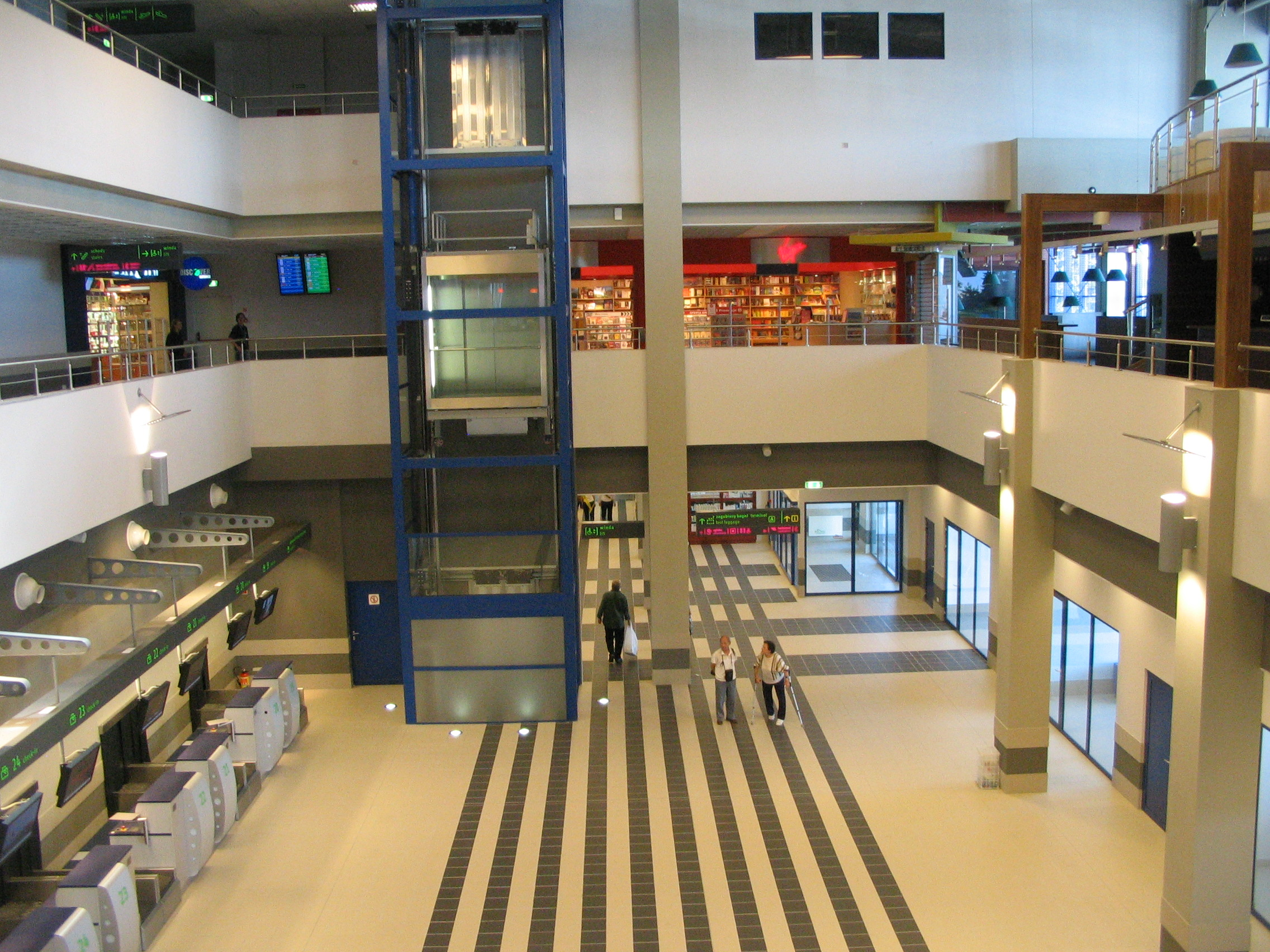
Terminal B.

## Transports collectifs

### Bus
Il y a un réseau d'autobus toutes les heures entre le centre-ville de Katowice et l'aéroport. L'autobus quitte chaque heure pleine la Station principale de Katowice et s'arrête près de l'Hôtel Qubus Katowice, du Novotel Katowice. Il prend environ 50 minutes pour effectuer le trajet complet. Le billet coûte 20 PLN (5.5 EUR).
Il y a un réseau de bus de l'aéroport à Cracovie et Wroclaw (Wizz Air bus et d'autres).